# Tzaousios
Le tzaousios (en grec : τζαούσιος) est un personnage militaire de la fin de l'Empire byzantin dont les fonctions exactes sont mal connues.
Le terme vient du turc çavuş signifiant « courrier » ou « message » et est peut-être utilisé dans l'Empire byzantin dès la fin du XIe siècle. Aux XIIIe et XVe siècles, il s'applique aux officiers servant dans les provinces. Un tzaousios peut servir comme commandant d'une garnison ou d'un kastron (un centre administratif fortifié dirigé par un képhale). Il cumule peut-être les fonctions civiles et militaires. La plupart des tzaousioi mentionnés dans les sources viennent du despotat de Morée, la province byzantine du Péloponnèse. Là, ils jouent un rôle important dans l'administration provinciale. Au contraire, en Macédoine et en Thrace, ils semblent avoir un rôle purement militaire au sein des megala allagia (les allagia provinciales).
Le titre de cour de megas tzaousios (en grec : μέγας τζαούσιος, « grand tzaousios ») est attesté pour la première fois sous Jean III Doukas Vatatzès, tenu notamment par Constantin Margaritès. Ses fonctions sont mal connues. Le byzantiniste français Rodolphe Guilland suggère qu'il dirige des tzaousioi subordonnés. Ces derniers agissant comme les successeurs de l'ancien corps des messagers impériaux, les mandatores. Dans le Livre des Offices de Pseudo-Kodinos du XIVe siècle, il est décrit comme le responsable du maintien de l'ordre au sein de la suite impériale. Il est fort probable que le premier megas tzaousios, Constantin Margaritès, est le chef de la suite personnelle de Vatatzès. Toutefois, ultérieurement, il semble que son détenteur n'ait pas de fonction précise.